# Relações entre Líbia e Reino Unido
As relações entre a Líbia e o Reino Unido foram inicialmente próximas e positivas depois que as Forças Armadas Britânicas ajudaram as forças rebeldes a derrubar o regime de Muammar Gaddafi na Guerra Civil Líbia de 2011. As autoridades britânicas visitaram a Líbia várias vezes desde então, incluindo duas visitas do primeiro-ministro David Cameron, nas quais grandes multidões vieram recebê-lo.  As Forças Armadas Britânicas ajudaram a treinar o Exército Nacional da Líbia como parte de uma cooperação mais ampla em questões de segurança.  As condições de segurança deterioraram-se a partir de 2014, quando o Reino Unido suspendeu as operações da sua embaixada em Trípoli.

## História

### Anos coloniais e Reino da Líbia (1943-1969)
A Líbia foi uma colônia italiana durante a maior parte do início do século XX até que foi invadida na Segunda Guerra Mundial, com Tripolitânia e Cirenaica sendo ocupadas pelo Reino Unido e Fezã ocupada pela França. Após a guerra, as Nações Unidas organizaram negociações para descolonizar a Líbia. Estas foram bem sucedidas e em 24 de dezembro de 1951, o Reino da Líbia foi estabelecido sob a liderança do Rei Idris.
Sob Idris, a Líbia manteve uma estreita relação com o Reino Unido mesmo depois que suas relações com outras nações árabes se agravaram devido à Crise de Suez de 1956.

### Líbia sob Gaddafi (1969-2011)
As relações após o golpe militar de 1969 de Muammar Gaddafi foram extremamente pobres, com o governo de Gaddafi assumindo uma postura anti-ocidental combativa e desenvolvendo armas de destruição em massa. As relações fracas foram reforçadas por confrontações diretas, como o assassinato de Yvonne Fletcher, o bombardeio dos Estados Unidos em 1986 contra a Líbia e o atentado ao voo 103 da Pan Am.
Apesar destes contratempos, as relações começaram a melhorar durante a década de 1990 e alcançaram o auge em dezembro de 2003, quando a Líbia anunciou que abandonaria seus programas de armas de destruição em massa. O primeiro-ministro do Reino Unido Tony Blair viajou então a Trípoli, encontrou-se com Gaddafi e declarou uma "nova relação" entre os países.
Posteriormente, policiais líbios foram instruídos na Grã-Bretanha em inglês e procedimentos de segurança. 

#### Guerra civil

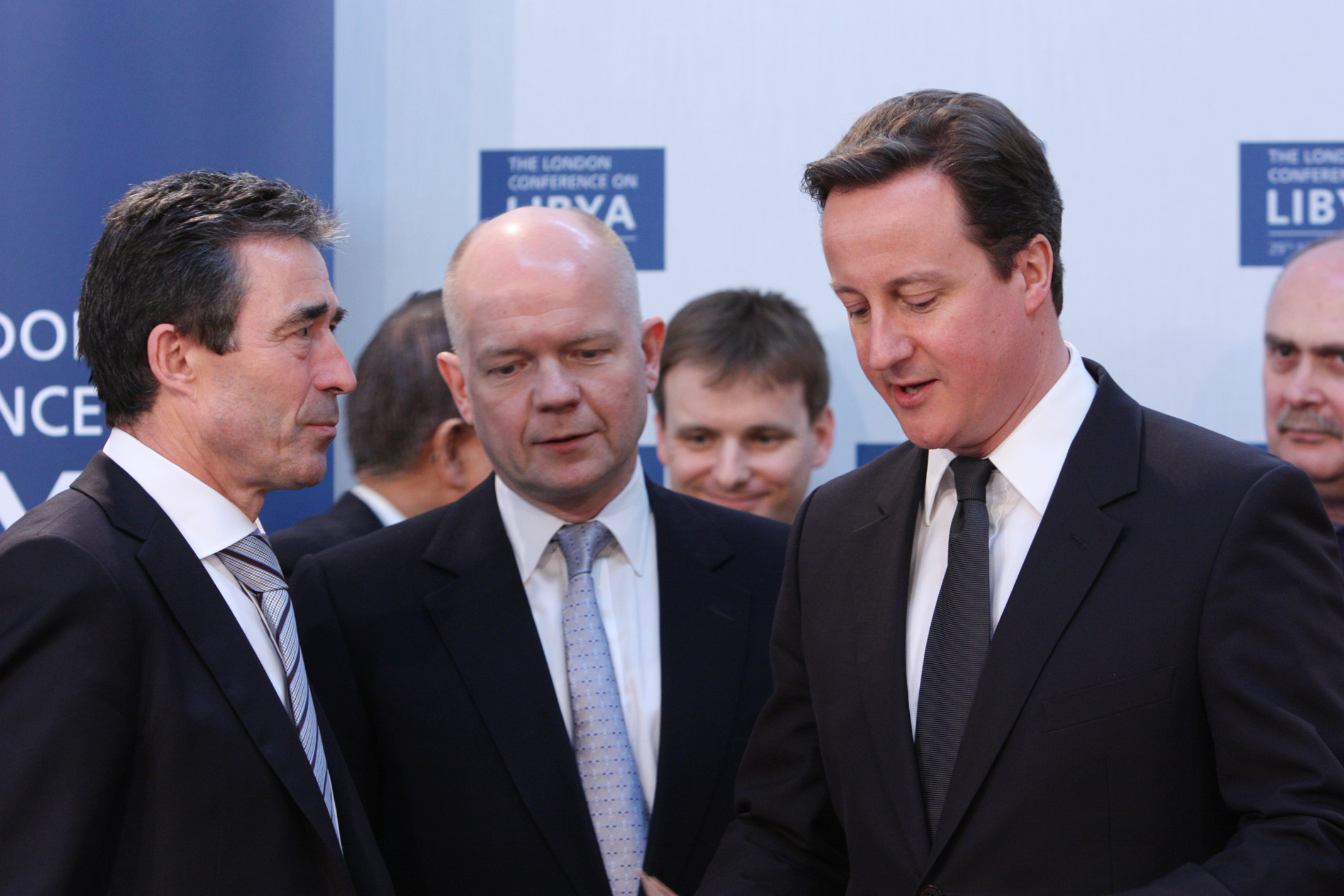
O primeiro-ministro do Reino Unido, David Cameron, e o Secretário de Relações Exteriores, William Hague, conversando com o Secretário-Geral da OTAN, Anders Fogh Rasmussen, na Conferência de Londres sobre a Líbia, em 29 de março de 2011

Embora as relações tivessem melhorado sob a liderança de Tony Blair, mais uma vez azedaram em 2011 com o início da Guerra Civil Líbia. O primeiro-ministro do Reino Unido, David Cameron, condenou a violência "terrível e inaceitável" usada contra os manifestantes e protestos anti-Gaddafi  estouraram na embaixada da Líbia em Londres. O Reino Unido congelou os ativos do regime Gaddafi no país e se juntou à França para liderar uma intervenção militar contra as forças do governo líbio.  Um grupo chamado "Topple the Tyrants" ocupou a mansão de Saif al-Islam Gaddafi em Londres e exigiu que a família Gaddafi deixasse a Líbia.
Depois de semanas de lobby do Reino Unido e seus aliados, em 17 de março de 2011 o Conselho de Segurança das Nações Unidas aprovou a intervenção militar na Líbia e dois dias depois o Reino Unido e os Estados Unidos dispararam mais de 110 mísseis Tomahawk contra alvos do regime antes do envio de caças para proteger os civis.  O governo líbio condenou a intervenção como colonialismo por seu "inimigo cruzado" e afirmou que as bombas do Reino Unido estavam atacando civis.
O Reino Unido expulsou o embaixador de Gaddafi em maio e cortou seus últimos laços com a Líbia de Gaddafi em 27 de julho de 2011, revogando seu reconhecimento diplomático do regime e transferindo-o para o Conselho Nacional de Transição. O encarregado de negócios líbio e todo o pessoal restante da embaixada foram expulsos do país e sua embaixada foi fechada.
O regime de Gaddafi permaneceu desafiador mesmo quando era bombardeado por forças britânicas; quando os tumultos na Inglaterra em 2011 explodiram em agosto de 2011, o vice-chanceler do regime, Khaled Kaim, exortou Cameron a renunciar dizendo que "David Cameron perdeu toda a legitimidade e deve sair", ecoando zombeteiramente os comentários feitos por Cameron sobre Gaddafi. A declaração também pediu uma intervenção militar internacional no Reino Unido e a televisão estatal líbia fez alegações falsas de que o governo britânico estava usando mercenários irlandeses e escoceses contra os manifestantes.